# Cacostola gracilis
Cacostola gracilis är en skalbaggsart som beskrevs av Luciane Marinoni och Martins 1982. Cacostola gracilis ingår i släktet Cacostola och familjen långhorningar. Inga underarter finns listade.